# Дрезеке, Феликс
Феликс Дрезеке (нем. Felix August Bernhard Draeseke; 7 октября 1835, Кобург — 26 февраля 1913, Дрезден) — немецкий композитор.

## Биография
Происходил из семей протестантских теологов: отец — суперинтендант Теодор Дрезеке (1808—1870), сын епископа Иоганна Генриха Бернхарда Дрезеке; мать — Мария Дрезеке, урождённая Ханштайн (1815—1835), дочь суперинтенданта Готтфрида Августа Людвига Ханштайна. Мать умерла через 8 дней после родов, и Феликса воспитывали три сестры отца. В 1840 г. отец женился на Эмилии Бэринг (1821—1882), и у Феликса было 12 единокровных братьев и сестёр.
Детство Ф. Дрезеке прошло в Родахе, недалеко от Кобурга. В пять лет он перенёс средний отит, после которого всю жизнь страдал снижением слуха. Несмотря на это, он увлёкся музыкой, брал уроки фортепиано; в восемь лет написал своё первое произведение для фортепиано.
С 1850 г. брал уроки композиции у Каспара Куммера. В 1852—1855 гг. учился в Лейпцигской консерватории у Юлиуса Рица (композиция), Фридриха Рихтера и Морица Хауптманна (теория музыки), Франца Бренделя (история музыки), Луи Плайди и Игнаца Мошелеса (фортепиано).
В 1852 г. в Веймаре слушал «Лоэнгрина» Рихарда Вагнера (дирижировал Ференц Лист). Под впечатлением от спектакля написал свою первую оперу «Король Сигурд» (по пьесе Эмануэля Гайбеля). Как и Вагнер, Дрезеке сам написал либретто (и сохранил эту практику во всех своих операх). В 1853 году в Берлине познакомился с Гансом фон Бюловым, с которым впоследствии дружил. Увлёкшись музыкальным стилем новонемецкой школы Листа и Вагнера, стал терять интерес к лейпцигской консерватории, большинство преподавателей которой были консервативны и скептически, почти враждебно относились к увлечениям Дрезеке. Поэтому нередко он не посещал занятия.
С 1855 г., по окончании консерватории, был приглашён Францем Бренделем в газету «Neue Zeitschrift für Musik» как концертный критик, где опубликовал среди прочего эссе о Вагнере, а также о Симфонических поэмах Листа.
В феврале 1857 г. благодаря фон Бюлову состоялась первая встреча Ф. Дрезеке с Ф. Листом, который был впечатлён почти законченной оперой «Король Сигурд». Ф. Дрезеке был приветливо принят в ближайшем окружении Ф. Листа, сдружился с Гансом Бронзартом и Петером Корнелиусом. В 1859 г. Ф. Дрезеке познакомился с Рихардом Вагнером, побывав у него в Швейцарии. Своими произведениями [баллада Helges Treue (официальный op. 1), кантата «Германия своим детям» (нем. Germania an ihre Kinder) на текст Генриха Клейста, симфоническая поэма «Юлий Цезарь»] Ф. Дрезеке вскоре снискал себе славу «ультрарадикального» представителя новонемецкой школы. В августе 1861 г. дошло до скандала: на 2-м Веймарском собрании композиторов Ф. Дрезеке дирижировал маршем Germania, и сочинение было безжалостно раскритиковано. Позднее Ф. Дрезеке вспоминал:

Из-за этих произведений я был выставлен как ужас человечества, и по всей Германии все газеты спешили осудить школу в целом, а меня характеризовали как особенно опасную бестию.
Оригинальный текст (нем.)Durch dieses Stück wurde ich als Schrecken der Menschheit hingestellt und zwar in ganz Deutschland, indem alle Zeitungen sich beeilten, über die Schule en bloc ein Verdammungsurteil zu fällen, mich aber als die besonders gefährliche Bestie zu kennzeichnen.

«Новонемецкие» должны были признать крупное поражение. Лист в тот же год уехал в Рим, Ф. Дрезеке в 1862 г. — в Романдию.
В 1863—1874 гг. преподавал фортепиано в консерватории в Лозанне, с 1875 г. — в Женеве. В 1865 г. ездил в Мюнхен на премьеру «Тристана и Изольды» Р. Вагнера. В 1869 г. предпринял большую поездку во Францию, Испанию, Северную Африку и Италию.
В первые «швейцарские» годы продолжал сочинять: были написаны соната (op. 6 — его самое значимое фортепианное сочинение), симфоническая поэма «Фритьоф», кантата «Клятва в Рютли» (нем. Der Schwur im Rütli) и другие произведения. Однако он никогда не чувствовал себя в Швейцарии как дома: он был почти изолирован от немецкой музыкальной жизни, и его одиночество нарастало. После скандала 1861 года от него отвернулись многие бывшие соратники, только Бюлов, один из немногих, оставался дружен с ним. Листа он посещал только при случае. Ф. Дрезеке прекратил отношения с Р. Вагнером из-за его романа с Козимой фон Бюлов. Период жизни в Швейцарии Ф. Дрезеке позже называл «потерянными годами».
В период жизни в Швейцарии художественные взгляды Ф. Дрезеке претерпели изменения. Нарастало скептическое отношение к своему раннему творчеству в новонемецком стиле. Он начал следовать ясным формам интонационного языка барокко и венских классиков, стремясь объединять авансированные гармоники и контрапункты, перенятые от Вагнера и Листа, с традиционно-классическими идеалами. Хотя и позже он прибегал к типичным новонемецким формам (симфоническая поэзия, музыкальная драма), в его творчестве стали преобладать традиционные формы. Так, в 1872 г. он закончил свою первую симфонию соль мажор op. 12 (сочинённую ещё в 1855 г. юношескую симфонию он, вероятно, уничтожил). Произведение выдержало несколько успешных исполнений в течение последующих лет.
Новые взгляды Ф. Дрезеке вызвали у «новонемецких» прохладную реакцию. Так, после прослушивания Lacrimosa op. 10 (позже Ф. Дрезеке переработал её в реквием, op. 22) Лист высказался в том духе, что «из льва получился кролик».
В 1876 г. Ф. Дрезеке вернулся в Германию. Некоторое время он пробыл в Кобурге, где закончил симфонию № 2 фа мажор, op. 25 (премьера состоялась через два года с большим успехом под управлением Эрнста Шуха). Затем был в Байройте на премьере Кольца нибелунга (но с Вагнером не встречался). С августа 1876 г. поселился в Дрездене. Несколько лет давал частные уроки. Только в сентябре 1884 г. он получил должность в Дрезденской консерватории. Как профессор композиции, гармонии и контрапункта подготовил много значимых музыкантов. Среди его учеников — пианист Лео Кестенберг, композиторы Альберто Франкетти, Пауль Бюттнер, Теодор Блюмер, Эмиль Кронке, Александр Ляте, Вальтер Дамрош и Карл Эренберг, издатель Николай Струве.
Стал больше сочинять: оперы нем. Dietrich von Bern (1877; позже переработана и переименована в нем. Herrat) и нем. Gudrun (1883), Реквием си минор op. 22 (1880). 1880 год стал «годом песен» — создана почти половина произведений для голоса и фортепиано. 1880-м принадлежат первые успехи в камерной (струнный квартет до минор op. 27) и концертной музыке: концерт для скрипки ми минор (1881; оркестровые партии считаются утраченными, сохранилось только переложение для скрипки и фортепиано), фортепианный концерт ми мажор op. 36 (1886).
В 1886 г. закончил третью симфонию до мажор op. 40 («Symphonia Tragica»). Это, пожалуй, самое значительное преобразование его художественного кредо в музыке. После премьеры в 1888 г. (также под управлением Эрнста Шуха) она стала потрясающим успехом Дрезека в немецких концертных залах. Одним из лучших интерпретаторов 3-й симфонии стал Ганс Бюлов.
Последующие сочинения выдвинули Ф. Дрезеке в число выдающихся композиторов своего времени: серенада для оркестра ре мажор op. 49, Симфонические вступления к пьесе Кальдерона «Жизнь есть сон» (нем. Das Leben ein Traum, op. 45) и к «Пентесилее» Клейста op. 50 (все — в 1888), Большая месса op. 60 (1891), опера «Мерлин» (1905) и многочисленные камерные произведения, среди которых особо следует отметить 3-й струнный квартет до диез минор op. 66 (1895) и струнный квинтет фа мажор op. 77 (1900).
В камерных произведениях заметен интерес Ф. Дрезеке к новым инструментам: имеются две не опубликованные при жизни сонаты для viola alta и фортепиано, а в посмертно изданном струнном квинтете ля мажор (1897) использована violotta.
В 1898 году пожалован в надворные советники, в 1906 г. — в тайные надворные советники. В 1912 г. философский факультет университета Берлина избрал его почётным доктором за заслуги в «восстановлении старого блеска немецкой музыки.»
В 1905 г. по всей Германии прошли концерты в связи с 70-летием Ф. Дрезеке.
Снижение слуха прогрессировало до почти полной глухоты, что усугубляло изоляцию композитора от музыкальных событий и ограничивало его деятельность. Тем не менее его последние произведения демонстрируют цельность творчества: Большая месса ля минор op. 85 (1909) и Реквием ми минор (1910) сочинены a cappella, как бы в противовес ранним сугубо оркестровым произведениям; 20-минутная Symphonia Comica (1912) представляет остроумно-ироничный взгляд композитора на традиционную музыкальную форму. В феврале 1912 Феликс Дрезеке испытал последний большой триумф с премьерой полного исполнения мистерии «Христос».
Профессор Мюнхенской школы музыки.
В ноябре 1912 года заболел пневмонией и с тех пор не выходил из квартиры. 26 февраля 1913 г. скончался от апоплексического удара. Похоронен в Роще урн Толькевиц.

### Семья
Жена (с мая 1894) — Фрида Нойхаус (нем. Frida Neuhaus; 1859—1942).

## Творчество
На творчество Дрезеке сильное влияние оказала музыка Листа и Вагнера, а позднее Брамса. Считал себя представителем прогрессивной новонемецкой школы Листа и Вагнера, идеи которых контрастировали с «консервативным» направлением, представленным, к примеру, Мендельсоном и Брамсом. Позднее, после смерти Брамса (1897), многие воспринимали Феликса Дрезеке как представителя консервативного направления.
Опубликованы были только его романсы и фортепианные пьесы.

### Избранные произведения
оперы
- «Король Сигурд» (1857)
- «Гудрун» (постановка 1884)
- «Херрат» (постановка 1892)
- «Бертран де Борн» (1894)
- «Рыбак и калиф» (постановка 1905)
- «Мерлин» (постановка 1913)

для хора
- реквием
- три оратории
- месса
- кантаты
- хоры

симфонические произведения
- четыре симфонии (1872, 1876, № 3 «Трагическая» — 1886, № 4 «Комическая» — 1912)
- симфонические поэмы: «Юлий Цезарь» (1860), «Фритьоф» (1865)
- Юбилейная увертюра
- увертюры: «Жизнь есть сон» (1888), «Пентесилея» (1888)

концерты
- концерт для скрипки с оркестром (1881)
- концерт для фортепиано с оркестром (1886)

камерная музыка
- фортепианный квинтет с валторной
- два струнных квинтета
- три струнных квартета
- соната для кларнета и фортепиано

для фортепиано
- сонаты, пьесы.

## Отзывы
В течение продолжительного времени … я виделся с ним [Ф. Дрезеком] ежедневно. Это доставляло мне удовольствие, так как в его лице я имел дело с очень одарённым музыкантом, не страдающим никаким самомнением.— Рихард Вагнер

## Признание
Symphonia tragica ещё в 1920-е годы многими считалась одной из самых значительных симфоний; с ней выступали ведущие дирижёры — Артур Никиш, Фриц Райнер, Ханс Пфицнер, Карл Бём.
Хотя высокий уровень музыки Дрезеке никогда не подвергался сомнению, композитор вопреки многочисленным успехам при жизни никогда не достигал настоящей популярности. Его стиль, основанный на сильно контрапунктически уплотнённой обработке тематического материала, многими воспринимался как слишком сложный и не вполне доступный. В этом отношении он схож со своими более молодыми современниками Максом Регером и Хансом Пфицнером, которых можно считать его музыкальными наследниками, чья музыка также находила больше сочувствия у специалистов, чем у публики. Характерен прогноз Ганса фон Бюлова, который он дал своему другу в 1889 г.:

Такие произведения, как твои, с течением времени могут фигурировать только в анналах. Обыватель хочет быть радостным, «освежившимся», и такая «низкая» тенденция тебе совершенно не знакома. К твоей музыке проявят — с компетентной стороны — всегда надлежащее уважение, но на особенную симпатию ты нигде не сможешь рассчитывать.
Оригинальный текст (нем.)Werke wie die Deinigen können im Laufe der Dinge nur analegomena figuriren. Vulgus will ergötzt, sagen wir erquickt sein und solche «niedere» Tendenz ist Dir allzubekanntlich wildfremd. Man wird Deiner Musik — von Sachverständiger Seite — stets den gebührenden Respekt entgegenbringen, aber auf besondere Sympathie darfst Du nirgends rechnen.

К этому надо прибавить, что сам Дрезеке не мог быть исполнителем своей музыки: его фортепианная игра была недостаточна для карьеры пианиста, а деятельность в качестве дирижёра оставалась недоступной из-за проблем со слухом. Таким образом, он был одним из первых композиторов в истории музыки, которые полностью зависели от интерпретаторов.
Почтительное отношение к музыке Дрезеке после его смерти быстро исчезало: в 1914 г. началась война, в 1922 г. умер Артур Никиш, один из последних дирижёров, в чьём репертуаре сохранялись симфонии Дрезеке. Уже в 1920-е годы Дрезеке считался забытым композитором прошедшей эпохи.
Ситуация стала меняться после 1933 года, когда национал-социалисты после захвата власти стали пытаться обосновать средствами культуры пропагандируемое ими превосходство «арийской немецкой расы». Для этого они использовали музыку таких известных композиторов, как Людвиг ван Бетховен, Рихард Вагнер и Антон Брукнер. В поле зрения культурной политики национал-социалистов вскоре попал и Дрезеке как почитатель Вагнера и создатель героических опер, основанных на германских сказаниях. С одобрения Фриды Дрезеке, вдовы и наследницы композитора, стали устраивать «фестивали Дрезеке» и использовать его произведения в идеологических целях. Эрих Редер (нем. Erich Roeder, 1902—1945) написал 2-томную биографию Дрезеке, которая считается фундаментальным трудом о композиторе, но в то же время фальсифицирует некоторые факты (например, дружба с Гансом фон Бюловым истолковывается отрицательно) и восхваляет композитора в национал-социалистском смысле как «наиболее чистый вид немецкого музыканта» и «идеал немецкого художника», «от минора к мажору пронзающего новогерманского музыканта».

## Память
B 1931 г. в Дрездене создано «Oбщество Феликса Дрезеке».